# Phraya Songsuradet

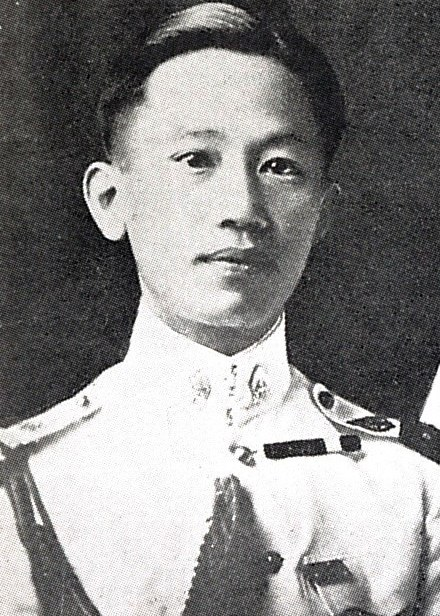
Phraya Songsuradet

Phraya Songsuradet (Thai: พระยาทรงสุรเดช, kurz: Phraya Song; * 1891 oder 1892 als Thep Phanthumsen; † 1944 in Saigon, Französisch-Indochina) war ein thailändischer (damals: siamesischer) Heeresoffizier. Er war einer der vier militärischen Führer des Staatsstreichs in Siam 1932, der den Übergang von der absoluten zur konstitutionellen Monarchie brachte. Aufgrund innermilitärischer Flügelkämpfe wurde er bereits ein Jahr danach entmachtet. 1939 behauptete der neu ernannte Ministerpräsident Phibunsongkhram, dass Phraya Songsuradet Anführer einer royalistischen Verschwörung sei und schaltete unter diesem Vorwand politische Gegner aus. Er ging ins Exil in Französisch-Indochina, wo er auch starb.

## Leben
Phraya Songsuradets bürgerlicher Name war Thep Phanthumsen. Er stammte aus einer wohlhabenden Familie. Zur Hälfte war er vietnamesischer Abstammung. Nach seinem Abschluss von der siamesischen Kadettenschule erhielt seine weitere militärische Ausbildung in Deutschland und wurde Leutnant im deutschen Heer. Nach seiner Rückkehr wurde er in der Pioniertruppe eingesetzt. Später wurde der ehrgeizige Offizier Oberst und Leiter der Bildungsabteilung der Militärakademie. Sein Charakter wurde zugleich als schillernd und würdevoll beschrieben. Er genoss großes Ansehen in Militärkreisen.

„Vier Musketiere“. Phraya Song, 1. v.l.

Phraya Song strebte das Ende der absoluten Monarchie an und nutzte seine Position als Leiter der militärischen Ausbildung, um seine Ideen zu verbreiten. So konnte er viele seiner Untergebenen und Kadetten zur Teilnahme am Umsturz 1932 bewegen. Mit drei anderen hohen Offizieren stellte er sich an die Spitze der von jungen Offizieren und Intellektuellen gegründeten, konstitutionalistischen „Volkspartei“ (khana ratsadon) und wurde als einer der „Vier Musketiere“ bekannt. Seine Intelligenz und seine taktische Begabung waren für den Erfolg der „Siamesischen Revolution“ von entscheidender Bedeutung. Nach dem erfolgreichen Umsturz wurde Phraya Song Stellvertreter des Oberkommandierenden des Heeres und Regierungsmitglied.
Als Pridi Phanomyong, der Vordenker des zivilen Flügels der „Volkspartei“, seinen ökonomischen Plan präsentierte, lehnte Song diesen, in Übereinstimmung mit König Prajadhipok und Ministerpräsident Phraya Manopakorn Nititada, als „kommunistisch“ ab. Phraya Song versuchte, die liberalen Intellektuellen und jungen Offiziere der „Volkspartei“ von der Macht zu verdrängen. Diese warfen ihm im Gegenzug vor, die Rückkehr zum Absolutismus zu wollen. Im Putsch, den die jüngeren Offiziere im Juli 1933 unternahmen, verlor Phraya Song seinen Einfluss. An der royalistischen Rebellion des Prinzen Boworadet im Oktober des gleichen Jahres beteiligte er sich nicht, er hoffte aber auf deren Erfolg. Er ging auf eine mehrmonatige Studienreise durch Europa, 1934 reiste er durch Birma, 1936 durch China. Nach seiner Rückkehr leitete er die Militärschule in Chiang Mai.
Im Januar 1939 behauptete der neu gewählte Ministerpräsident Phibunsongkhram, eine Verschwörung zu einem royalistischen Umsturz aufgedeckt zu haben. Phraya Songsuradet sollte angeblich der Kopf dieser Rebellion sein. Dieser ging ins Exil in Französisch-Indochina (heute Vietnam). Anschließend machte Phibunsongkhram seinen politischen Gegnern den Prozess, unter dem Vorwand, dass diese Teil der Songsuradet-Rebellion seien. Phraya Song selbst wurde jedoch nicht angeklagt. Er starb 1944 in Saigon. Seine Asche wurde nach Thailand überführt und mit Ehren beigesetzt.

## Anmerkung
1. ↑  Der Name wird auch als Song Suradet, Song-suradet, Songsuradej, Song Suradej, oder Song-suradej transkribiert.